# Memoriał Luboša Tomíčka 2011
Memoriał Luboša Tomíčka 2011 – rozegrane po raz 43. w Pradze zawody żużlowe, mające na celu upamiętnienie czechosłowackiego żużlowca Luboša Tomíčka, który zginął tragicznie w Pardubicach w 1968 roku. W memoriale zwyciężył Duńczyk Nicki Pedersen.

## Wyniki
- Praga, 5 września 2011

| Msc. | Zawodnik            | Państwo           | Pkt |             |  |
| ---- | ------------------- | ----------------- | --- | ----------- |  |
| 1    | Nicki Pedersen      | Dania             | 14  | (3,3,2,3,3) |  |
| 2    | Greg Hancock        | Stany Zjednoczone | 14  | (3,3,3,3,2) |  |
| 3    | Rienat Gafurow      | Rosja             | 10  | (3,3,d,1,3) |  |
| 4    | Andreas Jonsson     | Szwecja           | 9   | (3,3,3,–,–) |  |
| 5    | Martin Smolinski    | Niemcy            | 9   | (2,1,2,3,1) |  |
| 6    | Josef Franc         | Czechy            | 8   | (1,2,d,2,3) |  |
| 7    | Lewis Bridger       | Wielka Brytania   | 8   | (2,2,1,w,3) |  |
| 8    | Cameron Woodward    | Australia         | 8   | (1,1,2,2,2) |  |
| 9    | Norbert Magosi      | Węgry             | 7   | (2,0,2,1,2) |  |
| 10   | Václav Milík        | Czechy            | 6   | (1,0,3,2,w) |  |
| 11   | Zdeněk Simota       | Czechy            | 6   | (w,2,1,3,0) |  |
| 12   | Matěj Kůs           | Czechy            | 6   | (0,2,3,w,1) |  |
| 13   | Michał Mitko        | Polska            | 5   | (0,1,1,2,1) |  |
| 14   | rez. Martin Gavenda | Czechy            | 5   | (1,1,1,2)   |  |
| 15   | Luboš Tomíček       | Czechy            | 3   | (2,0,0,d,1) |  |
| 16   | Samo Kukovica       | Słowenia          | 0   | (w,0,0,0,0) |  |
| 17   | rez. Ondřej Veverka | Czechy            | 0   | (0,0,w,0)   |  |
| 18   | Grzegorz Zengota    | Polska            | 0   | (w,–,–,–,–) |  |

Bieg po biegu:
1. Jonsson, Smolinski, Franc, Kukovica (w/u)
2. Hancock, Bridger, Woodward, Mitko
3. Gafurow, Tomíček, Simota (w/u), Zengota (w/u)
4. Pedersen, Magosi, Milík, Kůs
5. Hancock, Kůs, Gavenda, Kukovica
6. Pedersen, Franc, Woodward, Tomíček
7. Jonsson, Simota, Mitko, Magosi
8. Gafurow, Bridger, Smolinski, Milík
9. Milík, Woodward, Simota, Kukovica
10. Hancock, Magosi, Gafurow (d), Franc (d)
11. Jonsson, Pedersen, Bridger, Veverka
12. Kůs, Smolinski, Mitko, Tomíček
13. Pedersen, Mitko, Gafurow, Kukovica
14. Simota, Franc, Gavenda, Veverka (Kůs i Bridger w/2min)
15. Hancock, Milík, Gavenda, Tomíček (d2)
16. Smolinski, Woodward, Magosi, Veverka (w/2min)
17. Bridger, Magosi, Tomíček, Kukovica
18. Franc, Gavenda, Mitko, Milík (w/2min)
19. Gafurow, Woodward, Kůs, Veverka
20. Pedersen, Hancock, Smolinski, Simota